# Геделе
Геделе (мађ. Gödöllő) град је у Мађарској. Геделе је четврти по величини град у оквиру жупаније Пешта, а истовремено и важно предграђе престонице државе, Будимпеште.
Град има 32.907 становника према подацима из 2008. године.
У Геделу се налaзи један од најзначајнијих двораца у Мађарској из времена Хабзбурга.
Геделе је у 18. веку био један од центара словачке заједнице која се касније населила у Бачкој, откуд долази и презиме у војвођанских Словака: Гедељовски или Геделовски.

## Географија
Град Геделе се налази у северном делу Мађарске. Од престонице Будимпеште град је удаљен 30 километара северозападно. Град се налази у северном делу Панонске низије.

## Становништво
По процени из 2017. у граду је живело 32.408 становника.
| 1990.  | 2001.  | 2011.  | 2017.  |
| ------ | ------ | ------ | ------ |
| 28.195 | 31.091 | 32.522 | 32.408 |

## Партнерски градови
- Брандис на Лаби-Стара Болеслав
- Гисен
- Бад Ишл
- Форса
- Сента
- Дунајска Стреда
- Лаксенбург
- Турнаут
- Живјец
- Ајхах
- Валдеморо
- Богор
- Вагенинген
- Мијеркуреја Чук